# 데비안
데비안(영어: Debian)은 데비안 프로젝트가 개발한 자유(free) 컴퓨터 운영 체제이다. 리눅스 커널을 탑재한 데비안 GNU/리눅스, GNU 허드 커널을 탑재한 데비안 GNU/허드, FreeBSD 커널을 탑재한 데비안 GNU/KFreeBSD, NetBSD 커널을 탑재한 데비안 GNU/NetBSD 등으로 나뉘며 현재 이 가운데 정식판이 존재하는 것은 리눅스 커널에 기반한 데비안 GNU/리눅스뿐이다.
데비안의 특징은 패키지 설치 및 업그레이드의 단순함에 있다. 일단 인스톨을 한 후 패키지 매니저인 APT 업데이트 방식을 이용하면 소프트웨어의 설치나 업데이트에서 다른 패키지와의 의존성 확인, 보안관련 업데이트 등을 자동으로 설정 및 설치해준다.
이름의 유래는 데비안 프로젝트의 창시자인 이안 머독(Ian Murdock)과 그의 부인(당시 여자친구)인 데브라(Debra)의 이름이 서로 합쳐져서 유래했다. 데비안은 네트워크 결합 스토리지부터 전화기, 노트북, 데스크탑 및 서버까지 다양한 하드웨어에서 사용할 수 있다. 데비안은 안정성과 보안에 중점을 두며 사용자 편리성이 강한 우분투등 다른 많은 리눅스 배포판의 기반으로 쓰이고 있다.
데비안이 추구하는 모토는 "The universal operating system"이다.

## 기능
데비안은 가장 영향력 있는 오픈 소스 프로젝트 가운데 하나로 51,000여 패키지를 갖춘 저장소를 관리한다.

### 저장소
- 안정(stable): 안정성 검증을 마친 패키지를 저장하는 곳이다. 데비안 리눅스를 처음 사용하는 사용자와 일반 사용자에게 적합하다.

- 백포트(backports): 이 저장소는 일부 소프트웨어의 안정 판보다 더 최신 판을 제공한다. 데비안 안정 판을 사용하면서 특정 소프트웨어의 최신 판을 원하는 사용자를 위한 저장소이다.

- 테스트(testing): 안정성을 테스트하는 판을 저장하며 소프트웨어 관리 도중 소프트웨어의 의존관계가 망가질 수도 있다. 새로운 버전을 테스트해 보고자 하는 사용자에게 적합하다.

- 불안정(unstable): sid라고도 하는 곳으로 개발하고 있는 패키지를 보관한다. 안정 판이나 테스트 판과는 달리 불안정 판의 공식 CD/DVD는 없고 구성 소프트웨어들이 저장소에서 따로 공급된다. 데비안 개발자를 위한 곳이다. 데비안 계열의 우분투는 데비안의 "unstable" 저장소를 가져다 만든다.

- 실험(experimental): 이 저장소는 매우 실험적인 소프트웨어를 임시로 저장하는 곳이다. 데비안에서는 이 저장소에 있는 패키지는 매우 불안정하기 때문에 사용자가 위험을 감수해야 한다고 경고한다.

## 역사

### 시작 (1993–1998)
데비안은 이언 머독에 의해 1993년 8월 16일 공개되었으며, 처음에는 "데비안 리눅스 릴리즈"라고 불렸다. 이름인 데비안은 그의 이름과 여자친구이자 후에 아내가 되는 데브라 린의 이름을 합쳐 만들었다. 데비안이 나오기 전에 슬랙웨어의 전신인 소프트랜딩 리눅스 시스템이 인기를 끌었지만, 이언 머독은 소프트웨어 리눅스 시스템이 버그가 제때 고쳐지지 않으며 제대로 관리가 안되고 있다고 생각해 새로운 배포판을 만들게 되었다.
1993년 9월 15일 데비안의 최초 내부 버전인 데비안 0.01이 출시되었다. 최초 공개 버전은 데비안 0.9이며, 픽사에서 지원을 받아 메일링 리스트를 운영했다. 이때 리눅스와 GNU 정신에 따라 운영체제가 개발될 것이라는 '데비안 리눅스 선언'이 포함되었다."
1994년부터 1995년까지 0.9x 버전들이 출시되었으며, 이때 1년 동안 자유 소프트웨어 재단의 지원을 받았다. 이언 머독은 기초 시스템과 패키지 관리를 브루스 페렌스에게 위임하고 자신은 프로젝트를 성장시키는데 집중했다. 1995년 IA-32외 아키텍처 이식이 시작되었으며, 1996년 데비안 1.1이 출시되었다. 이언 잭슨 덕분에, dpkg 패키지 매니저가 데비안 프로젝트의 중요한 부분이 되었다.
In 1996, 브루스 페렌스가 프로젝트 리더를 이어받았다. 그는 긴 논의를 거쳐 데비안 사회 계약과 데비안 자유 소프트웨어 지침을 완성했다. 자유 소프트웨어 재단이 오픈 소스와 자유 소프트웨어 명칭에 대한 의견 차로 지원을 철회했을때, 페렌스는 자유 소프트웨어 재단에 다시 가입하는 대신 공익을 위한 소프트웨어 재단을 만들었다. 또한 그는 a.out형식을 ELF 파일 형식으로 교체하는 작업을 주도했으며, 플로피디스크 한장에서 담을 수 있도록 BusyBox와 새로운 설치 소프트웨어를 개발했다. 데비안 1.2가 출시되었을 때는 봉사자가 200명까지 늘어났다. 페렌스는 1998년 리더 자리에서 물러났다.
1998년 이언 잭슨이 리더로 취임했다. 데비안 2.0은 두번째 공식 아키텍처로 m68k를 발표했다. 이 기간 동안 최초로 리눅스 커널이 아닌 다른 커널로 이식하는 프로젝트인 데비안 GNU/허드가 시작되었다. 그해 12월 2일 데비안 헌법이 완성되었다.

### 리더 선거 (1999–2005)
1999년부터는 프로젝트 리더가 매년 선출되었다. 어드밴스드 패키징 툴이 데비안 2.1부터 포함되었다. 신규 기여자들이 급증함에 따라 프로젝트는 가입 절차를 신설했다. 1999년 최초의 데비안의 변종 배포판인 리브라넷, 코렐 리눅스와 스토믹스'의 스토믹스가 시작되었다. 2000년에 출시된 2.2버전은 듀시엔형 근이영양증으로 사망한 개발자인 조엘 클레커에게 헌정되었다.
2000년 하반기에 패키지 풀이 구현되었으며, 새로운 릴리스를 준비하는 시간을 줄이기 위해 "테스트" 배포판이 새롭게 나왔다. 같은해 개발자들은 연례 개발자들과 사용자들이 모이는 행사인 DebConf를 시작했다. 2001년 5월, 휴렛패커드는 데비안을 기반으로 리눅스 개발을 지원한다고 발표했다.
2002년 7월, 데비안 3.0이 출시되었으며, 암호화 소프트웨어, KDE가 포함되었으며, 국제화되어 출시되기 시작했다. 이때 안정 버전이 출시되는데 걸리는 기간이 너무 길다는 비판이 제기되기도 했다.
Sarge를 개발하던 중 서버에 화재와 해킹이 발생해 데비안 개발을 방해받는 사건이 일어났다. 이때 가장 중요한 사건 중 하나는 밴쿠버 발표로, 밴쿠버에서 모임이 열린 이후, 릴리스 관리자인 스티브 랑가셋은 개발 기간을 단축하기 위해 지원하는 아키텍처를 축소하기로 결정했다고 발표했다.. There was a large reaction because the proposal looked more like a decision and because such a drop would damage 데비안's aim to be "the universal operating system".
2004년 10월 20일, 데비안을 기반으로 한 배포판인 우분투의 첫 버전인 "4.10 Warty Warthog"가 출시되었다. 무료로 다운로드 받을 수 있었던 덕분에 우분투는 가장 인기있는 배포판 중 하나가 되었으며, 캐노니컬에 따르면 4천만명이 다운로드 할 정도로 성공적인 배포판이 되었다. 하지만 머독은 우분투와 데비안 패키지 간의 차이로 인한 비호환성 때문에 우분투에 대해 비판적이었다.

### Sarge 및 이후 (2005–현재)

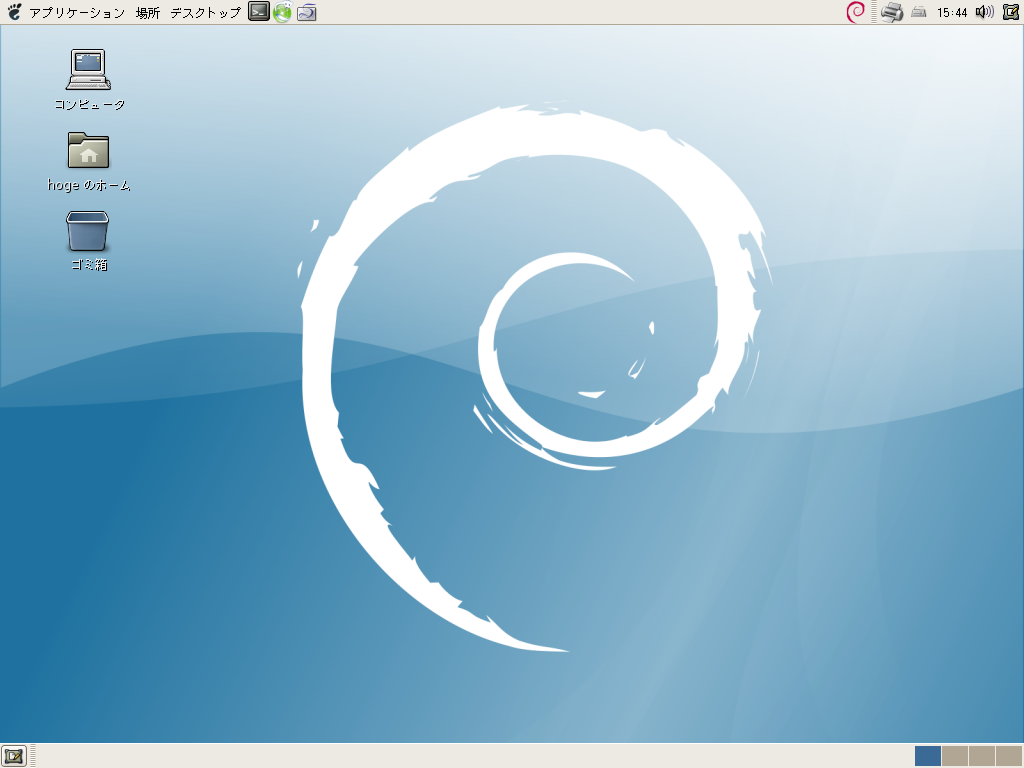
데비안 4 (Etch), 2007

2005년 6월 출시된 데비안 3.1 Sarge는 9000개의 패키지가 새롭게 추가되었다. 새로운 설치 프로그램인 데비안 인스톨러 덕분에 RAID, XFS, LVM이 지원되었으며, 하드웨어를 더 잘 탐지 할 수 있었고, 설치가 쉬워졌으며, 40여개 언어로 번역되어 출시되었다. 설치 매뉴얼과 릴리스 노트 는 각각 10개 언어와 15개 언어로 번역되었다. 스콜리눅스, 데비안-Med and 데비안-Accessibility 같은 프로젝트 덕분에 교육, 의료, 접근성 분야 패키지들이 늘어났다.

Iceweasel logo

2006년, 모질라와의 갈등으로 인해 데비안은 모질라 소프트웨어들을 리브랜딩했으며, 파이어폭스와 모질라 선더버드가 아이스위즐과 아이스도브로 포크되었다. 2016년 2월, 모질라와 데비안은 아이스위즐과 아이스도브를 파이어폭스와 선더버드로 복귀시키는데 합의했다고 발표했다.
데비안 4.0 (Etch)이 2007년 4월 출시되었다. x86-64로 이식되었으며, GUI로 된 설치 프로그램이 포함되었다.

2009 2월 출시된 데비안 5.0 (Lenny)은. 마벨의 Orion SoC와 Asus Eee PC 넷북을 지원했으며, 교통사고로 사망한 티에모 수퍼에게 헌정되었다.

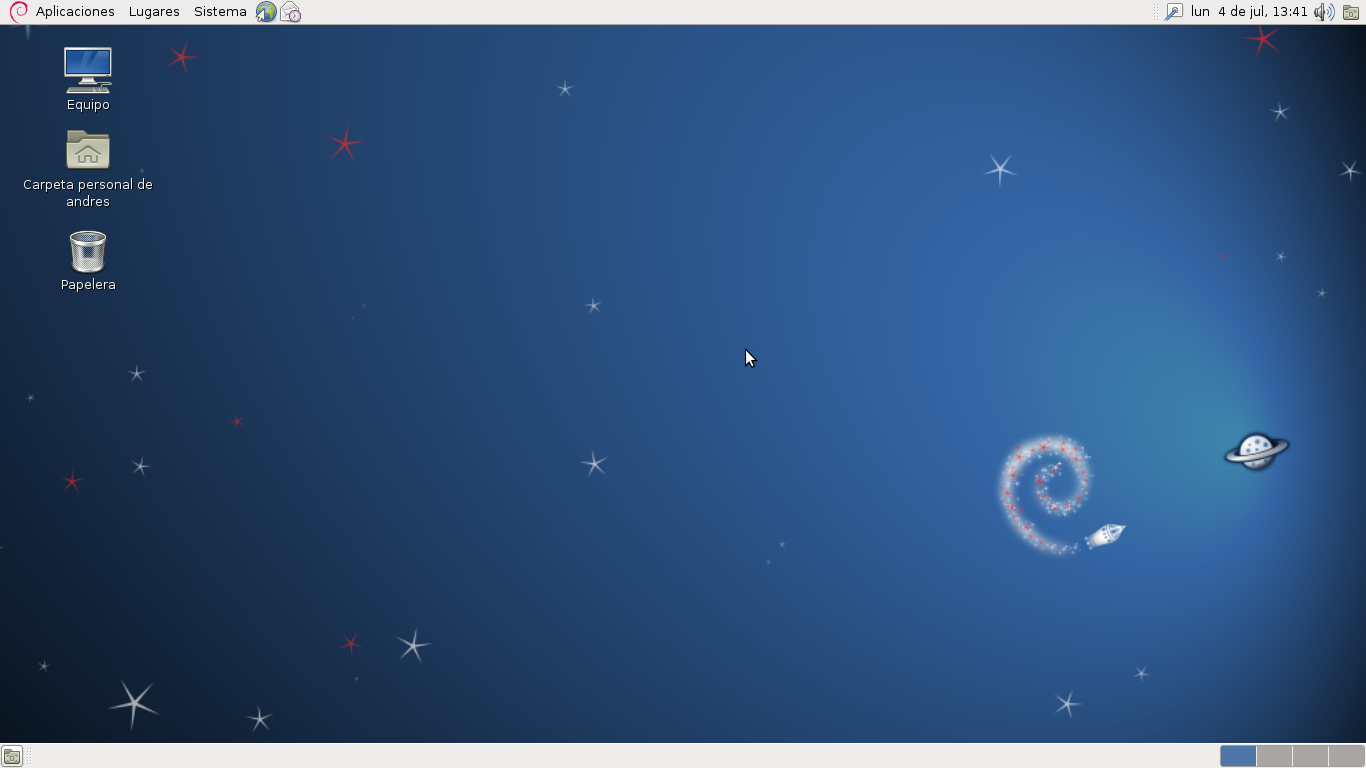
데비안 6 (Squeeze), 2011

2009년 7월, 출시일에 대한 예측가능성과 기존 데비안의 출시 방식인 기능 기반 출시를 혼합하고, 버전 동결 기간을 줄이기 위해서 2년마다 안정 버전을 출시하도록 결정되었다. Squeeze는 그래서 특별히 빨리 출시 될 계획이었으나, 이는 취소되었다.
2011년 2월 출시된 데비안 6.0 (Squeeze)에서는 데비안 GNU/kFreeBSD가 체험판으로 출시되었으며, 문제적인 펌웨어를 비자유 부분으로 이동시켰다.

데비안 7.0 (Wheezy)이 2013년 5월 출시되었으며, 멀티아키텍처가 지원되기 시작되었다.

데비안 8.0 (Jessie)이 2015년 4월 출시되었으며, systemd가 새로운 init 소프트웨어로 선정되었다 .

데비안 9.0 (Stretch)이 2017년 6월 출시되었으며, nftables가 iptables를 대체하고, Flatpak을 지원했으며, MariaDB가 MySQL을 대체했다..

데비안 10.0 (Buster)이 2019년 7월 출시되었으며, 시큐어 부트를 지원하기 시작했으며, AppArmor가 기본적으로 활성화되었다.

데비안 11.0 (Bullseye)이 2021 9월에 출시되었으며, , exFAT 파일 시스템이 커널 단계에서 지원되었다.

데비안 12.0 (Bookworm)이 2023년 6월 출시되었으며, 많은 기능이 추가되고 개선되었으며, 리눅스 커널이 6.1 버전으로 업데이트 되었다.

데비안 불안정 버전은 매일 저장소와 기능이 업데이트되고 있다.

2015년 2월, 마이크로소프트는 데비안을 마이크로소프트 애저 클라우드 플랫폼의 공식 배포판으로 인증했다고 발표했다. 마이크로소프트는 윈도우 10의 Windows Subsystem for Linux을 서브셋으로도 제공했다.

### 배포 역사
각 판의 별명은 모두 토이 스토리(Toy Story)에 나오는 캐릭터의 이름이다. 데비안 프로젝트의 2대 리더 브루스 페렌스(Bruce Perens)가 한때 토이 스토리를 만든 픽사 애니메이션 스튜디오에서 일했었기 때문이다.(첫 판으로 알려진 1.1판이 그가 데비안 계획의 지휘자일 때 나왔다)
리눅스를 대표하던 레드햇의 사용율을 앞질려서 1990년대 후반에는 가정용과 교육용으로 사용 비중이 높았으나 부인 데브라와의 이혼 소식이 닷컴버블 무렵에 전해지고 몇년후에 다소 귀여운 새 모양 로고가 지금의 소용돌이 모양으로 바뀐다. 로고가 바뀌던 그 즈음 가정용보다는 사용하는 프로그램과 관련한 거의 모든 소스 코드를 쉽게 얻을 수 있는 개발자용 리눅스로 시장 점유율에서 변화가 일어난다.
| 색   | 의미            |
| ---- | --------------- |
| 빨강 | 지원 중단       |
| 노랑 | 지원 중         |
| 연두 | 현재 버전       |
| 파랑 | 준비 중/계획 중 |

| 버전 번호 | 코드명   | 커널버전  | 배포일           | 보안 지원 종료 | 장기간 지원 종료 |
| --------- | -------- | --------- | ---------------- | -------------- | ---------------- |
| 1.1       | buzz     | 2.0.0     | 1996년 6월 17일  | 1996년         |                  |
| 1.2       | rex      | 2.0.27    | 1996년 12월 12일 | 1996년         |                  |
| 1.3       | bo       | 2.0.29    | 1997년 6월 2일   | 1997년         |                  |
| 2.0       | hamm     | 2.0.34    | 1998년 7월 24일  | 1998년         |                  |
| 2.1       | slink    | 2.0.36    | 1999년 3월 9일   | 2000년 12월    |                  |
| 2.2       | potato   | 2.2.16    | 2000년 8월 15일  | 2003년 4월     |                  |
| 3.0       | woody    | 2.2.20    | 2002년 7월 19일  | 2006년 8월     |                  |
| 3.1       | sarge    | 2.4.27    | 2005년 6월 6일   | 2008년 4월     |                  |
| 4         | etch     | 2.6.18    | 2007년 4월 8일   | 2010년 2월     |                  |
| 5         | lenny    | 2.6.26    | 2009년 2월 15일  | 2012년 2월     |                  |
| 6         | squeeze  | 2.6.32    | 2011년 2월 6일   | 2014년 5월     | 2016년 2월       |
| 7         | wheezy   | 3.2       | 2013년 5월 5일   | 2016년 2월     | 2018년 5월       |
| 8         | jessie   | 3.16.7    | 2015년 4월 25일  | 2018년 6월     | 2020년 6월       |
| 9         | stretch  | 4.9       | 2017년 6월 17일  | 2020년         | 2022년 6월       |
| 10        | Buster   | 4.19      | 2019년 7월 6일   | 2022년         | 2024년           |
| 11        | bullseye | 5.11      | 2021년 8월 14일  | 2024년         | 2026년           |
| 12        | Bookworm | 6.1       | 2023년 6월 10일  | 2026년         | 2028년           |
| 13        | Trixie   | 6.12      | 2025년 8월 9일   | 2028년 8월 9일 | 2030년 6월 30일  |
| 14        | Forky    | 발표 예정 | 발표 예정        | 발표 예정      | 발표 예정        |

## 프로젝트의 조직
데비안 프로젝트는 전 세계의 개발자들로 구성되어 있다. 프로젝트에는 누구라도 참가할 수 있지만 정규 개발자가 되기 위해서는 절차가 필요하다. 프로젝트를 이끌어 가는 리더는 1년에 한 번 선출된다.

## 아키텍처
데비안은 여러 아키텍처에 이식되고 있다. 다음은 실제로 출시된 버전이다.
- intel_80386 (i386)
- AMD64(x86-64)
- MC68000 (m68k)
- SPARC (sparc)
- Alpha (alpha)
- PowerPC (ppc)
- ARM (arm)
- MIPS (mips 와 mipsel)
- PA-RISC (hppa)
- IA-64 (ia64), (EPIC)
- S/390 (S390)

현재 실험 중인 아키텍처도 있다.
- CT(ia-32e, x86-64)
- SuperH (sh)

리눅스 외의 커널을 사용하는 버전이 있지만 정식 버전은 없다.
- 데비안 GNU/Hurd (hurd-i386)
- 데비안 GNU/NetBSD (netbsd-i386, netbsd-alpha)
- 데비안 GNU/KFreeBSD (kfreebsd-gnu)

## 기타 프로젝트
- 데비안 Lex - 법률 사무소를 위한 (http://www.데비안.org/devel/데비안-lex/ 보관됨 2005-03-26 - 웨이백 머신)
- 데비안 Med - 의료 조직을 위한 (http://www.데비안.org/devel/데비안-med/)
- 데비안 Desktop - 데스크톱을 위한 (http://www.데비안.org/devel/데비안-desktop/)
- 데비안 Junior - 어린이용
- 데비안 Nonprofit - NPO 전용의 데비안 (http://www.데비안.org/devel/데비안-nonprofit/ 보관됨 2019-09-27 - 웨이백 머신)
- DeMuDi - 오디오/멀티미디어 개발자를 위한 (http://www.agnula.org/)
- Skolelinux 학교 전용의 데비안 (School Linux) (http://developer.skolelinux.no/ 보관됨 2005-04-05 - 웨이백 머신)
- 데비안 Enterprise 기업용 (https://web.archive.org/web/20050308113055/http://데비안-enterprise.org/)

## 로고
데비안은 오픈로고 이외에도 제한된 공식 로고(오직 공식적이고 비영리적으로만 사용이 제한된 공식)도 있다.

## 데비안 사용
2013년 국제우주정거장(ISS)컴퓨터의 운영체제로 사용하던 윈도우XP를 리눅스 데비안으로 변경하여 사용하게 된다고 통합우주동맹(United Space Alliance,USA)은 밝힌바있는데 이어서
2018년 1월에는 구글이 내부에서 사용하는 데스크톱용 리눅스 배포판을 데비안계열의 우분투에서 데비안으로 변경하기로 했다.
리눅스 계열의 데비안 배포판을 선호하는 이유로는 dpkg에 기반한 APT의 업그레이드 안정성과 편리성 그리고 장기간의 dpkg 서버의 검증된 운영이 주된것으로 알려져있다.

## 같이 보기
- 데비안에서 개명된 모질라 소프트웨어들
- 데비안 인스톨러
- DCC 모임
- 그놈